# The Elder Scrolls II: Daggerfall
The Elder Scrolls II: Daggerfall je akční hra na hrdiny s otevřeným světem, kterou vyvinula a vydala společnost Bethesda Softworks. Druhý díl série The Elder Scrolls vyšel 20. září 1996 pro platformu MS-DOS, a to po úspěchu svého předchůdce The Elder Scrolls: Arena (1994). Příběh sleduje hráče, který je vyslán císařem do království Daggerfall, jež leží v zátoce Iliac mezi provinciemi High Rock a Hammerfell. Císař mu dal za úkol vykonat dvě věci. Musí osvobodit ducha krále Lysanda z jeho pozemských pout a zjistit, co se stalo s dopisem, jenž císař poslal bývalé královně Daggerfallu.
Práce na The Elder Scrolls II: Daggerfall začaly ihned po vydání hry Arena v březnu 1994. Hra se měla původně jmenovat Mournhold a měla se odehrávat v provincii Morrowind. Nicméně v polovině roku 1994 bylo rozhodnuto, že ponese název Daggerfall. Oproti předchozímu dílu Arena se nyní hráč může pohybovat pouze ve dvou provinciích Tamrielu, jmenovitě High Rock a Hammerfell. Daggerfall však obsahuje 15 000 měst, městeček, vesnic a dungeonů, které může postava prozkoumat. Systém předešlého dílu založený na zkušenostních bodech byl nahrazen novým systémem, jenž hráče odměňuje za využívání RPG prvků ve hře. Daggerfall obsahuje více možností přizpůsobení, vylepšený engine pro generování postav a také systém tvorby tříd ovlivněný systémem GURPS, který hráčům nabízí možnost vytvořit si vlastní třídy a přiřadit jim vlastní dovednosti.
Hra byla po vydání kriticky i komerčně úspěšná, získala více cen hry roku než její předchůdce a obdržela několik dalších ocenění. V roce 2002 vyšlo pokračování s názvem The Elder Scrolls III: Morrowind. V roce 2009 byl Daggerfall u příležitosti patnáctého výročí série The Elder Scrolls zdarma ke stažení na webových stránkách společnosti Bethesda.